# Чемпіонат СРСР з хокею із шайбою 1969—1970
24-й чемпіонат СРСР з хокею із шайбою проходив з 14 вересня 1969 року по 29 квітня 1970 року. У змаганні брали участь дванадцять команд. Переможцем став клуб ЦСКА. Найкращий снайпер — Володимир Петров (51 закинута шайба).

## Перша група класу «А»
| М  | Команда                    | І  | В  | Н | П  | Ш       | О  |
| -- | -------------------------- | -- | -- | - | -- | ------- | -- |
|    | ЦСКА                       | 44 | 39 | 1 | 4  | 321-121 | 79 |
|    | «Спартак» Москва           | 44 | 33 | 3 | 8  | 263-159 | 69 |
|    | «Хімік» Воскресенськ       | 44 | 30 | 6 | 8  | 215-119 | 66 |
| 4  | СКА Ленінград              | 44 | 22 | 7 | 15 | 184-139 | 51 |
| 5  | «Динамо» Москва            | 44 | 22 | 5 | 17 | 194-146 | 49 |
| 6  | «Торпедо» Горький          | 44 | 22 | 1 | 21 | 187-168 | 45 |
| 7  | «Трактор» Челябінськ       | 44 | 17 | 2 | 25 | 168-230 | 36 |
| 8  | «Крила Рад» Москва         | 44 | 14 | 7 | 23 | 126-182 | 35 |
| 9  | «Сибір» Новосибірськ       | 44 | 16 | 3 | 25 | 160-239 | 35 |
| 10 | «Локомотив» Москва         | 44 | 12 | 5 | 27 | 117-199 | 29 |
| 11 | «Автомобіліст» Свердловськ | 44 | 9  | 2 | 33 | 169-255 | 20 |
| 12 | «Динамо» Київ              | 44 | 5  | 4 | 35 | 125-272 | 14 |

## Найкращі снайпери
1. Володимир Петров (ЦСКА) — 51 шайба.
2. Борис Михайлов (ЦСКА) — 40.
3. Олександр Мартинюк («Спартак» Москва) — 36.
4. В'ячеслав Старшинов («Спартак» Москва) — 34.
5. Олександр Сирцов («Хімік» Воскресенськ) — 33.
6. Олександр Якушев («Спартак» Москва) — 33.
7. Анатолій Фірсов (ЦСКА) — 33.
8. Валерій Харламов (ЦСКА) — 33.
9. Олександр Мальцев («Динамо» Москва) — 32.

## Команда усіх зірок
- Воротар: Віктор Коноваленко («Торпедо» Г)
- Захисники: Віктор Паладьєв («Динамо» Москва) — Віталій Давидов («Динамо» Москва)
- Нападники: В'ячеслав Старшинов («Спартак») — Володимир Вікулов (ЦСКА) — Олександр Мальцев («Динамо» Москва)

## Призи та нагороди
| Нагорода                        | Переможець                       |
| ------------------------------- | -------------------------------- |
| Найкращий хокеїст сезону        | Віктор Коноваленко («Торпедо» Г) |
| Найбільш результативному гравцю | Володимир Петров (ЦСКА)          |
| Кубок прогресу                  | ЦСКА                             |

## Перехідні матчі
- «Сибір» Новосибірськ — «Торпедо» Мінськ - 8:4, 5:4

## Друга підгрупа
| М  | Команда                     | І  | В  | Н  | П  | Ш       | О  |
| -- | --------------------------- | -- | -- | -- | -- | ------- | -- |
| 1  | «Торпедо» Мінськ            | 44 | 27 | 3  | 14 | 179-150 | 57 |
| 2  | «Кристал» Саратов           | 44 | 15 | 5  | 14 | 138-115 | 55 |
| 3  | «Молот» Перм                | 44 | 24 | 6  | 14 | 167-124 | 54 |
| 4  | «Салават Юлаєв» Уфа         | 44 | 23 | 6  | 15 | 171-146 | 52 |
| 5  | «Дизелист» Пенза            | 44 | 20 | 7  | 17 | 152-132 | 47 |
| 6  | СК ім. Урицького Казань     | 44 | 20 | 5  | 19 | 158-133 | 45 |
| 7  | «Кристал» Електросталь      | 44 | 17 | 8  | 19 | 147-153 | 42 |
| 8  | «Торпедо» Усть-Каменогорськ | 44 | 16 | 10 | 18 | 134-140 | 42 |
| 9  | «Торпедо» Ярославль         | 44 | 16 | 7  | 21 | 126-146 | 39 |
| 10 | Металург (Новокузнецьк)     | 44 | 14 | 8  | 22 | 127-159 | 36 |
| 11 | «Автомобіліст» (Алма-Ата)   | 44 | 13 | 9  | 22 | 122-159 | 35 |
| 12 | «Зірка» (Чебаркуль)         | 44 | 9  | 6  | 29 | 153-217 | 24 |

Найкращий снайпер: Сергій Шитковський («Торпедо» Мінськ)  - 39 шайб.

## «Динамо» (Київ)
За український клуб виступали (у дужках зазначена кількість закинутих шайб):
| Воротарі: Микола Кульков, Олексій Ковтенюк. Захисники: Володимир Альошин (6), Олексій Богінов (2), Віктор Мосягін (6), Анатолій Рябиченко, Віктор Трифонов, Юрій Нікішин (1), Василь Малеваник (1). Нападники: Олександр Голембіовський (6), Михайло Гаркавий, Герман Григор'єв (5), Юрій Зозін (1), Володимир Клопов (9), Євген Кухарж (15), Анатолій Ніколаєв (1), Юрій Павлов (2), Дмитро Пролигін (6), Володимир Репнєв (19), Сергій Серебряков (13), Володимир Серняєв (12), Олександр Шоман (5), Юрій Потєхов (8), Володимир Разін (6), Володимир Мосін (1). Старший тренер — Ігор Шичков. |